# Teoria de la música

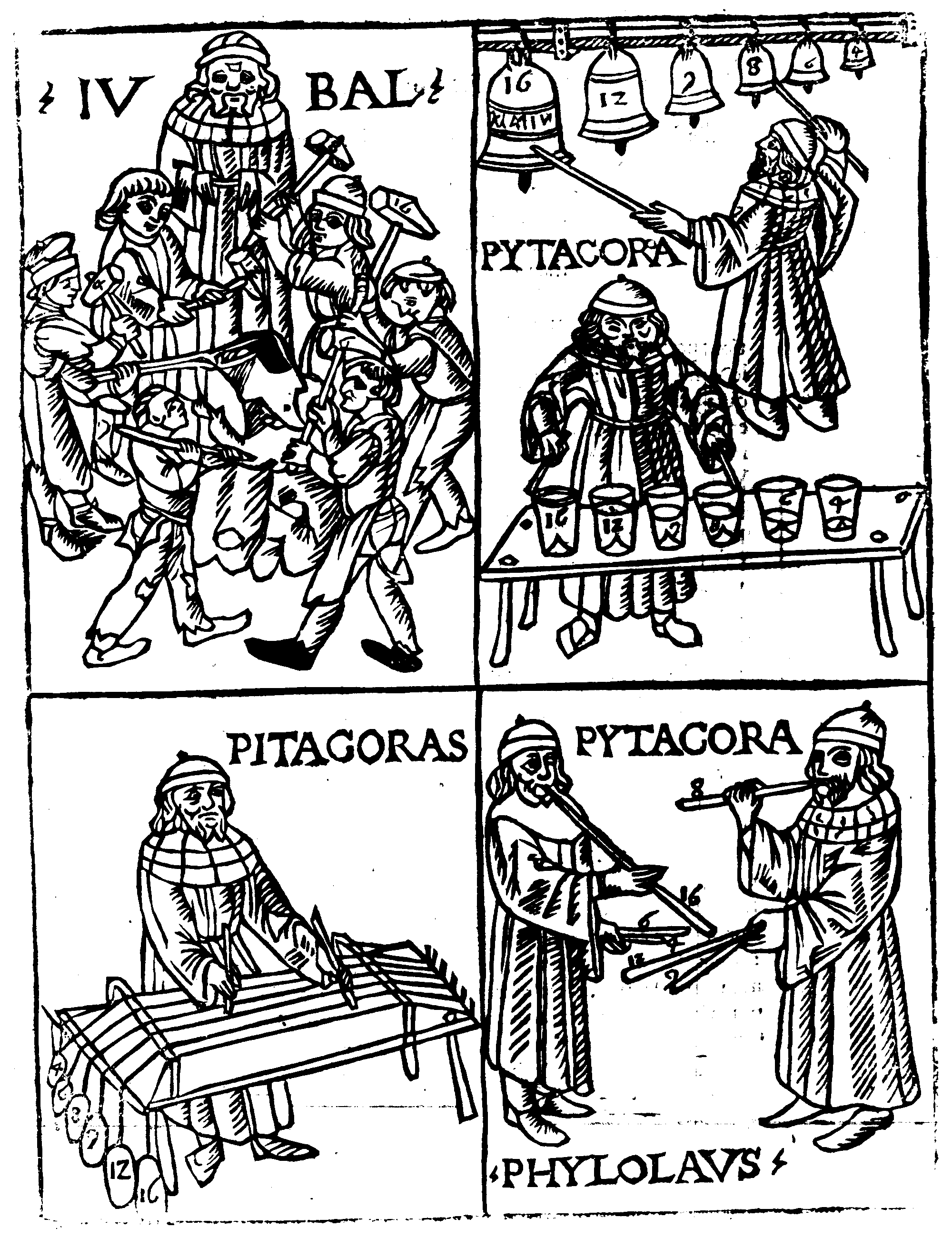
Iubal, Pitàgores i Filolau fent investigacions teòriques, en un gravat en fusta de Franchinus Gaffurius, Theorica musicæ (1492).

La teoria de la música és la branca de les ciències de la música que es dedica a l'estudi del llenguatge musical. Aquest camp d'estudi involucra la investigació dels diversos elements musicals, entre ells el desenvolupament i la metodologia per a analitzar, escoltar i compondre música. Això implica identificar i comprendre els patrons i les tècniques pròpies de la composició musical. En un sentit més concret, la teoria de la música es dedica a l'estudi dels elements principals d'aquest llenguatge, que són el ritme, la melodia, l'harmonia i l'estructura musical.
Mentre que la musicologia pot incloure qualsevol declaració, creença o concepció del que és la música, la teoria musical està limitada a les discussions concernents als esdeveniments sincrònics (o diacrònics) d'una composició específica (o diverses composicions), i als capítols musicoteòrics abstractes (per exemple teoria de conjunts, teoria de grups, teoria de la tensió tonal, etc.).
Una persona que practica la teoria musical és un teòric musical. Un d'aquests teòrics va ser Miquel Coma i Puig, l'obra del qual fou representativa de la teoria musical tradicional.
Alguns teòrics musicals proven d'explicar l'ús de les tècniques compositives pels compositors establint normes i patrons. Altres, donen forma a l'experiència de l'audició o interpretació de la música. Considerant-hi l'extremada diversitat dels seus interessos i propòsits, molts teòrics musicals occidentals pensen que els actes de compondre, interpretar, i escoltar música poden ser explicats amb un alt nivell de detall (això, oposat a una concepció d'expressió musical com fonamentalment inefable, excepte en sons musicals). Generalment, els treballs de teoria musical són tant descriptius com prescriptius, doncs amb tots dos es procura definir la pràctica i influir a la pràctica posterior. D'aquesta manera, la teoria musical es queda darrere de la pràctica, però també marca la futura exploració i interpretació.
Els intèrprets estudien teoria musical per a ser capaços d'entendre les relacions que un compositor desitja que siguin enteses a la notació, i els compositors estudien teoria musical per a poder entendre com produir efectes i com estructurar les seves pròpies obres. Els compositors haurien d'estudiar teoria musical per a guiar el seu procés precomposicional i les decisions composicionals. En general, la teoria musical és la tradició occidental. Se centra en l'harmonia i el contrapunt, i les utilitza per a explicar les estructures a gran escala i la creació de melodies.